# Équipe cycliste PureBlack Racing
L'équipe cycliste PureBlack Racing est une équipe cycliste néo-zélandaise participant aux circuits continentaux de cyclisme et en particulier l'UCI Oceania Tour. L'équipe existe entre 2011 et 2012.

## Histoire de l'équipe
La formation est créée par Carl Williams et est issue de l'équipe Bici Vida, un club amateur fondé par Williams en novembre 2009 avec des coureurs de moins de 23 ans. 
L'équipe PureBlack Racing est annoncée en juillet 2010 dans le but de devenir la première équipe UCI ProTeam (première division) néo-zélandaise d'ici la saison 2015. En 2011, elle court avec licence d'équipe continentale (troisième division).
Malgré les objectifs ambitieux, en 2012, elle perd son statut d'équipe continentale reconnue par l'UCI. Elle passe en catégorie amateur et, à la fin de la saison, elle disparaît complètement après un conflit entre les deux principaux sponsors, PureBlack et Avanti. 

## Classements UCI
L'équipe participe aux circuits continentaux et principalement à des épreuves de l'UCI Oceania Tour. Le tableau ci-dessous présente les classements de l'équipe sur les différents circuits, ainsi que son meilleur coureur au classement individuel.
UCI America Tour
| Saison | Classement par équipes | Meilleur coureur au classement individuel |
| ------ | ---------------------- | ----------------------------------------- |
| 2011   | 23e                    | James Williamson (126e)                   |

UCI Oceania Tour
| Saison | Classement par équipes | Meilleur coureur au classement individuel |
| ------ | ---------------------- | ----------------------------------------- |
| 2011   | 4e                     | James Williamson (7e)                     |

## PureBlack Racing en 2011

### Effectif
| Coureur          | Date de naissance | Nationalité      | Équipe 2010                     |
| ---------------- | ----------------- | ---------------- | ------------------------------- |
| Daniel Barry     | 29.01.1988        | Nouvelle-Zélande | Néo-pro                         |
| Glen Chadwick    | 17.10.1976        | Nouvelle-Zélande | Budget Forklifts                |
| Louis Crosby     | 31.12.1989        | Nouvelle-Zélande | Ex-pro (Subway-Avanti 2009)     |
| Timothy Gudsell  | 17.02.1984        | Nouvelle-Zélande | FDJ                             |
| Taylor Gunman    | 14.03.1991        | Nouvelle-Zélande | Néo-pro                         |
| Mark Langlands   | 09.06.1987        | Nouvelle-Zélande | Néo-pro                         |
| Scott Lyttle     | 08.02.1984        | Nouvelle-Zélande | Ex-pro (Ride Sport Racing 2009) |
| James McCoy      | 16.06.1990        | Nouvelle-Zélande | Néo-pro                         |
| Michael Northey  | 24.03.1987        | Nouvelle-Zélande | Ex-pro (Land Rover-Orbea 2009)  |
| Shem Rodger      | 04.12.1988        | Nouvelle-Zélande | Néo-pro                         |
| Michael Torckler | 12.04.1987        | Nouvelle-Zélande | Néo-pro                         |
| Roman van Uden   | 29.10.1988        | Nouvelle-Zélande | Ex-pro (Land Rover-Orbea 2009)  |
| James Williamson | 27.03.1989        | Nouvelle-Zélande | Subway-Avanti                   |

### Victoires
| Date       | Course                          | Pays             | Classe | Vainqueur        |
| ---------- | ------------------------------- | ---------------- | ------ | ---------------- |
| 26/01/2011 | 1re étape du Tour de Wellington | Nouvelle-Zélande | 2.2    | James Williamson |
| 14/06/2011 | 1re étape du Tour de Beauce     | Canada           | 2.2    | Scott Lyttle     |